# Discografia di Madison Beer
La discografia di Madison Beer, cantante statunitense, comprende due album in studio, un EP e oltre venti singoli, tra cui una collaborazione.

## Album in studio
| Anno                                                                                          | Titolo | Classifiche | Classifiche | Classifiche | Classifiche | Classifiche | Classifiche | Classifiche | Classifiche | Classifiche | Classifiche |
| Anno                                                                                          | Titolo | USA         | AUS         | AUT         | CAN         | IRE         | NLD         | NOR         | NZL         | SWI         | UK          |
| --------------------------------------------------------------------------------------------- | --- | ----------- | ----------- | ----------- | ----------- | ----------- | ----------- | ----------- | ----------- | ----------- | ----------- |
| 2021                                                                                          | Life Support - Pubblicato: 26 febbraio 2021 - Etichetta: Epic - Formati: CD, LP, download digitale, streaming                         | 65          | 36          | 39          | 23          | 21          | 32          | 34          | 33          | 55          | 28          |
| 2023                                                                                          | Silence Between Songs - Pubblicato: 15 settembre 2023 - Etichetta: Epic, Sing It Loud - Formati: CD, LP, download digitale, streaming | 86          | 76          | 71          | 84          | 59          | 39          | —           | 31          | —           | 28          |
| "—" indica che l'opera non si è classificata o che non è stata pubblicata in quel territorio. | |             |             |             |             |             |             |             |             |             |             |

## Extended play
| Anno | Titolo | Classifiche | Classifiche | Classifiche | Classifiche | Classifiche | Classifiche |
| Anno | Titolo | USA         | AUS         | AUT         | CAN         | IRE         | SWI         |
| ---- | --- | ----------- | ----------- | ----------- | ----------- | ----------- | ----------- |
| 2018 | As She Pleases - Pubblicato: 2 febbraio 2018 - Etichetta: First Access - Formati: Download digitale, streaming | 93          | 64          | 68          | 62          | 38          | 68          |

## Singoli
| Anno                                                                                          | Titolo                                             | Classifiche | Classifiche | Classifiche | Classifiche | Classifiche | Classifiche | Classifiche | Classifiche | Certificazioni                                                    | Album di provenienza  |
| Anno                                                                                          | Titolo                                             | USA         | AUT         | CAN         | IRE         | NLD         | NOR         | SWI         | UK          | Certificazioni                                                    | Album di provenienza  |
| --------------------------------------------------------------------------------------------- | -------------------------------------------------- | ----------- | ----------- | ----------- | ----------- | ----------- | ----------- | ----------- | ----------- | ----------------------------------------------------------------- | --------------------- |
| 2013                                                                                          | Melodies                                           | —           | —           | —           | —           | —           | —           | —           | —           |                                                                   | /                     |
| 2014                                                                                          | Unbreakable                                        | —           | —           | —           | —           | —           | —           | —           | —           |                                                                   | /                     |
| 2015                                                                                          | All for Love (feat. Jack & Jack)                   | —           | —           | —           | —           | —           | —           | —           | —           |                                                                   | /                     |
| 2015                                                                                          | Something Sweet                                    | —           | —           | —           | —           | —           | —           | —           | —           |                                                                   | /                     |
| 2017                                                                                          | Dead                                               | —           | —           | —           | —           | —           | —           | —           | —           | - USA: Oro - AUS: Platino - CAN: Platino - UK: Argento            | As She Pleases        |
| 2017                                                                                          | Say It to My Face                                  | —           | —           | —           | —           | —           | —           | —           | —           |                                                                   | As She Pleases        |
| 2018                                                                                          | Home with You                                      | —           | —           | —           | 93          | —           | 21          | —           | —           | - USA: Oro - AUS: Oro - CAN: Platino - NOR: Platino - UK: Argento | As She Pleases        |
| 2018                                                                                          | Hurts like Hell (feat. Offset)                     | —           | 73          | —           | 84          | —           | —           | —           | —           | - USA: Oro - AUS: Oro - CAN: Platino                              | /                     |
| 2019                                                                                          | All Day and Night (con Jax Jones e Martin Solveig) | —           | 60          | —           | 7           | 74          | —           | 77          | 10          | - CAN: Oro - UK: Platino                                          | Snacks                |
| 2019                                                                                          | Dear Society                                       | —           | —           | —           | 74          | —           | —           | —           | 96          | - AUS: Oro                                                        | /                     |
| 2020                                                                                          | Good in Goodbye                                    | —           | —           | —           | —           | —           | —           | —           | —           |                                                                   | Life Support          |
| 2020                                                                                          | Selfish                                            | 119         | —           | 72          | 25          | —           | —           | —           | 53          | - USA: Platino - CAN: Oro - UK: Argento                           | Life Support          |
| 2020                                                                                          | Baby                                               | —           | —           | —           | 68          | —           | —           | —           | 86          |                                                                   | Life Support          |
| 2020                                                                                          | Boyshit                                            | —           | —           | —           | —           | —           | —           | —           | —           |                                                                   | Life Support          |
| 2021                                                                                          | Carried Away (con Surf Mesa)                       | —           | —           | —           | —           | —           | —           | —           | —           |                                                                   | /                     |
| 2021                                                                                          | Reckless                                           | —           | —           | —           | 98          | —           | —           | —           | —           |                                                                   | Silence Between Songs |
| 2022                                                                                          | I Have Never Felt More Alive                       | —           | —           | —           | —           | —           | —           | —           | —           |                                                                   | Fall                  |
| 2022                                                                                          | Dangerous                                          | —           | —           | —           | —           | —           | —           | —           | —           |                                                                   | Silence Between Songs |
| 2022                                                                                          | Showed Me (How I Fell in Love with You)            | —           | —           | —           | —           | —           | —           | —           | —           |                                                                   | Silence Between Songs |
| 2023                                                                                          | Home to Another One                                | —           | —           | —           | —           | —           | —           | —           | —           |                                                                   | Silence Between Songs |
| 2023                                                                                          | Spinnin                                            | —           | —           | —           | —           | —           | —           | —           | —           |                                                                   | Silence Between Songs |
| 2024                                                                                          | Make You Mine                                      | 109         | 82          | 91          | 33          | 65          | 35          | 85          | 50          | - UK: Argento                                                     | /                     |
| 2024                                                                                          | 15 Minutes                                         | —           | —           | —           | —           | —           | —           | —           | —           |                                                                   | /                     |
| "—" indica che l'opera non si è classificata o che non è stata pubblicata in quel territorio. |                                                    |             |             |             |             |             |             |             |             |                                                                   |                       |

### Come artista ospite
| Anno | Titolo                                              | Album di provenienza |
| ---- | --------------------------------------------------- | -------------------- |
| 2015 | I Won't Let You Walk Away (Mako feat. Madison Beer) | /                    |

### Singoli promozionali
| Anno | Titolo        | Album di provenienza            |
| ---- | ------------- | ------------------------------- |
| 2020 | Stained Glass | Life Support                    |
| 2021 | Room for You  | Clifford - Il grande cane rosso |